# Flower Piano

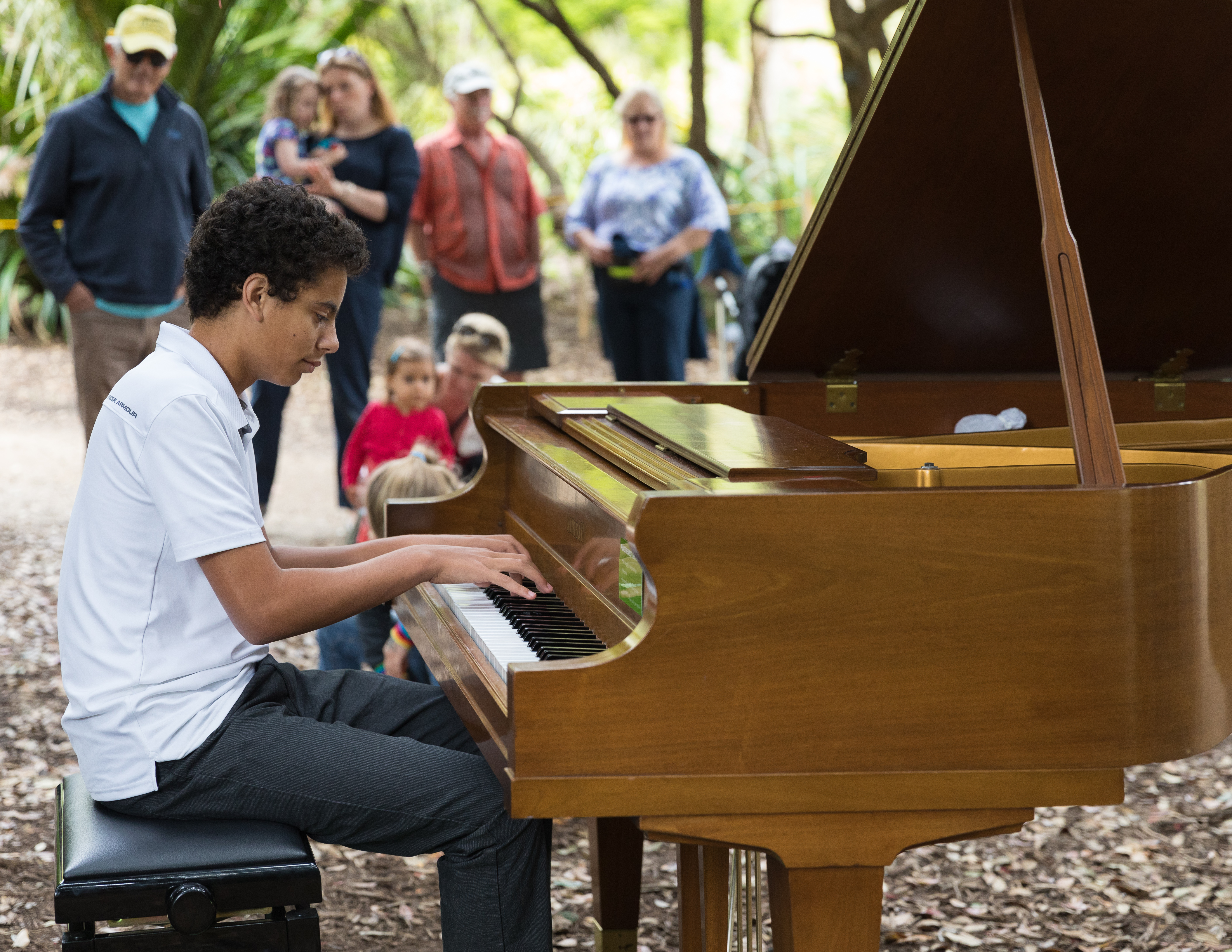
Auf den im Botanischen Garten aufgestellten Klavieren können Besucher nach Belieben musizieren.

Flower Piano ist ein seit 2015 im Botanischen Garten von San Francisco stattfindendes Musikfestival. Bei der Veranstaltung werden für zwölf Tage zwölf Klaviere an verschiedenen Punkten in dem im Golden Gate Park gelegenen San Francisco Botanical Garden aufgestellt und die Besucher zum freien Musizieren eingeladen. An den Wochenenden oder ausgewählten Abenden spielen professionelle Künstler auf den Instrumenten. Die Veranstaltung zieht jährlich mehrere zehntausend Besucher an.

## Geschichte
Im Jahr 2013 stellte der Musiker, Maler und Bildhauer Mauro ffortissimo („ffortissimo“ ist ein Künstlername) ein gebrauchtes Klavier auf die Felsenklippen in der Nähe der südlich von San Francisco an der Pazifikküste gelegenen kalifornischen Stadt Half Moon Bay. Unter dem Titel „Sunset Piano“ spielte er abends zum Sonnenuntergang auf dem Instrument und zog auf diese Weise ein täglich größer werdendes Publikum an. Nachdem ihm die Tätigkeit von den Behörden verboten wurde, steckte er das Klavier im Rahmen einer letzten Vorstellung in Brand.

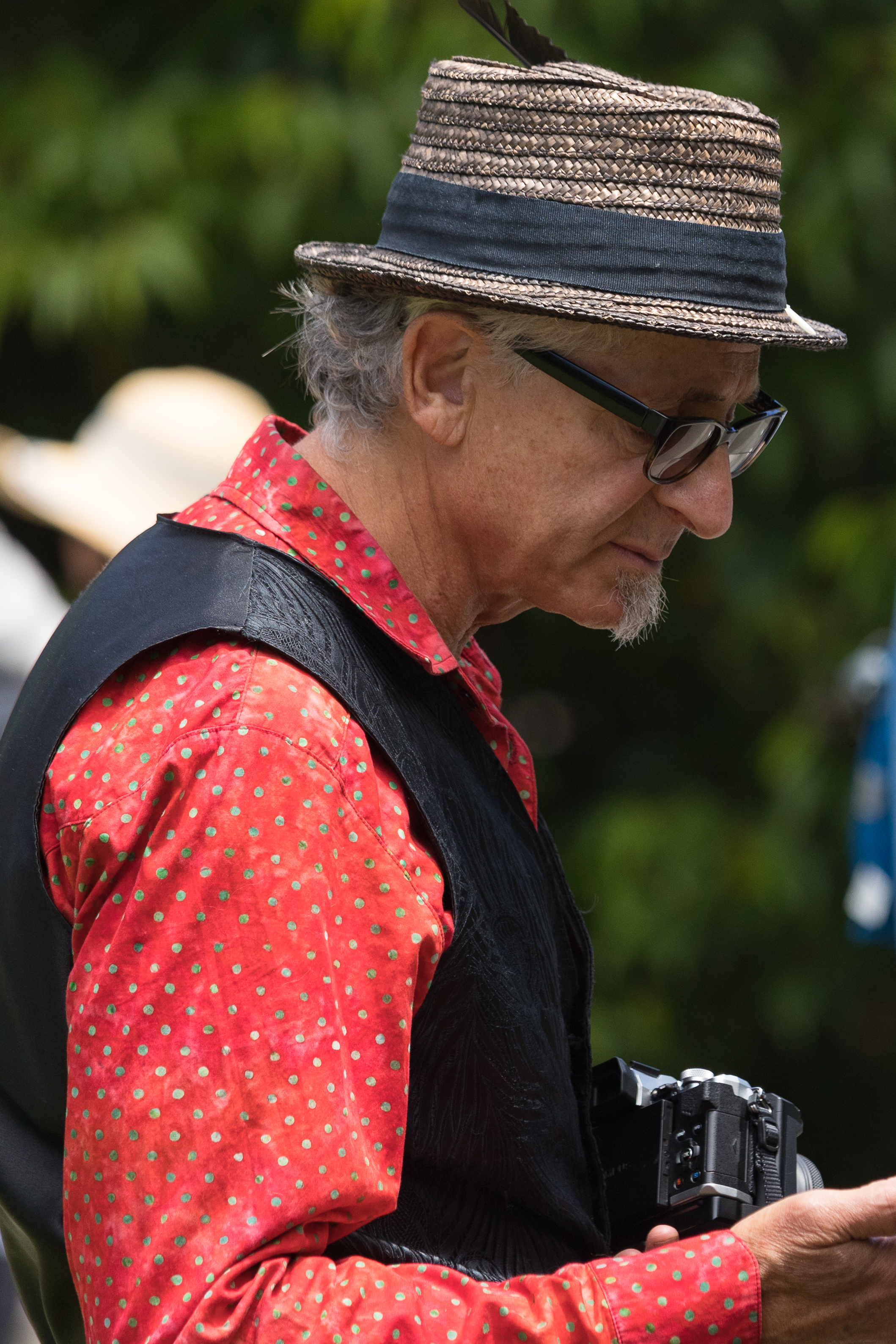
Dean Mermell, Projektpartner von Mauro ffortissimo während des Flower Piano 2018

Ein Jahr später lud der Bürgermeister von San Francisco ffortissimo und den bereits 2013 als Projektpartner eingestiegenen Dean Mermell ein, Klaviere an verschiedenen Punkten der Stadt aufzustellen. Nach Angaben der offiziellen Webseite von Sunset Piano diente das Projekt unter anderem der Beantwortung der Frage „Auf welche Weise beeinflusst im Freien gespielte Musik das menschliche Verhalten im urbanen Raum?“
Im Rahmen der Feierlichkeiten zum 75-jährigen Bestehens des botanischen Gartens von San Francisco fand 2015 schließlich die erste Flower Piano-Veranstaltung statt. Der damalige Direktor für Besuchererlebnisse und Marketing Brendan Lange erklärte hierzu, „Wir wollten die schönsten Plätze auswählen und [die Klaviere] in so vielen unterschiedlichen Gärten wie möglich aufstellen. Auf diese Weise werden die Besucher auf eine fantastische Reise gehen, sofern sie sich entschließen, alle zwölf Klaviere zu entdecken.“
Das für Bewohner von San Francisco kostenlose Musikfestival im Golden Gate Park findet seither jährlich im Juli statt. Allein im Jahr 2016 zog es nach Angaben der Veranstalter mehr als 40.000 Besucher an.

## Galerie

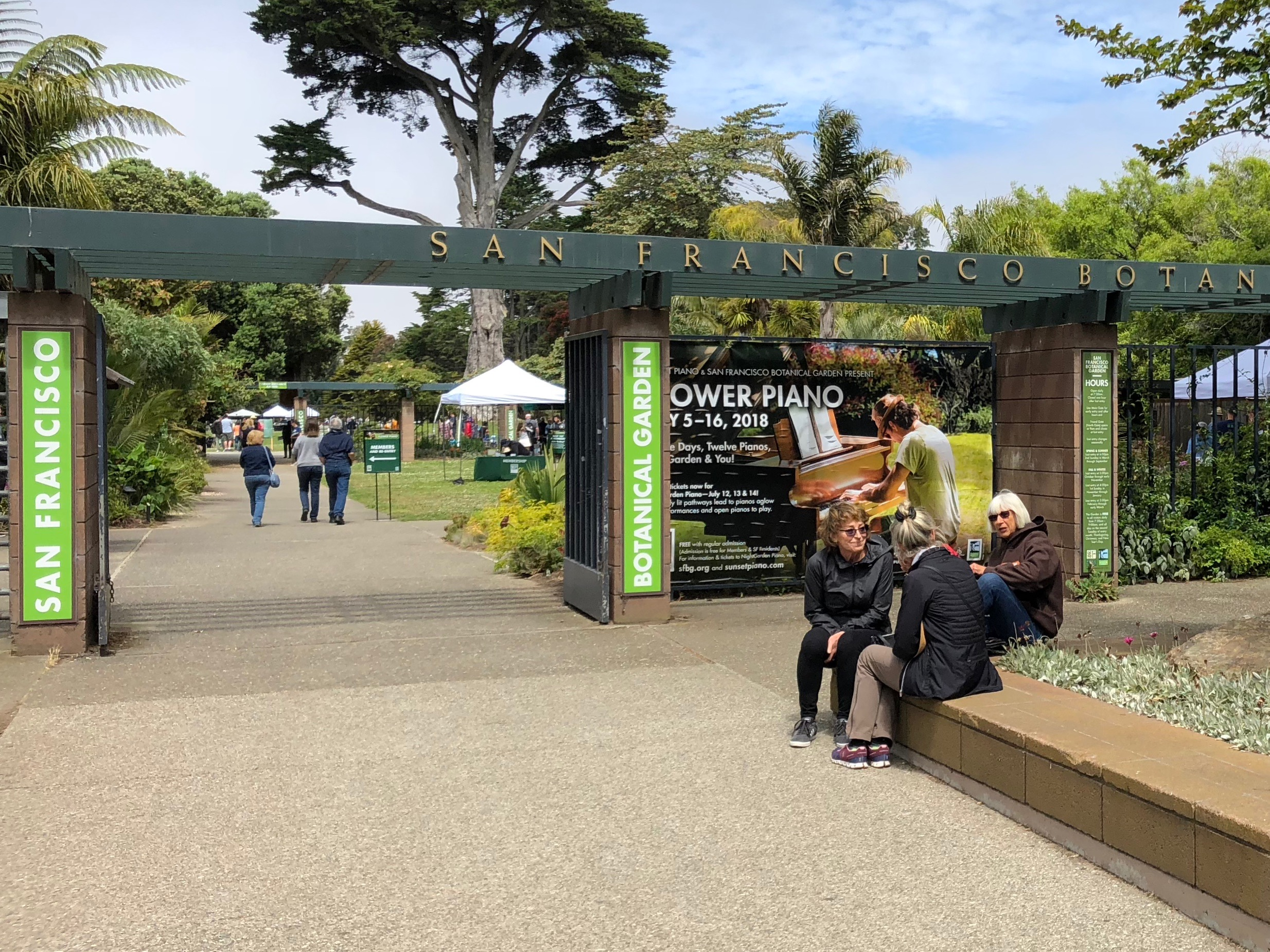
Eingang zum Botanischen Garten von San Francisco während des Festivals im Jahr 2018
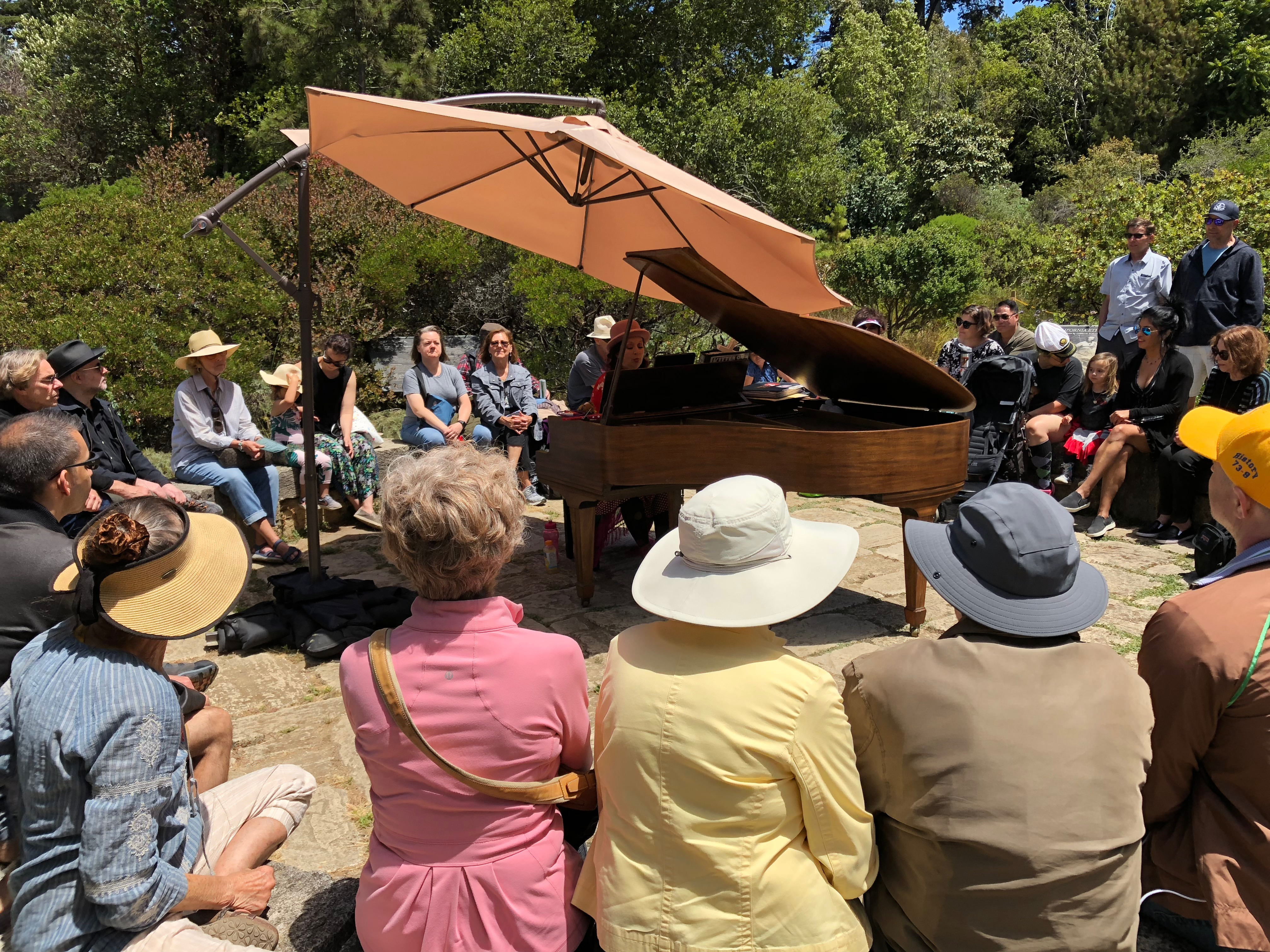
Besuchergruppe während des Flower Piano 2018
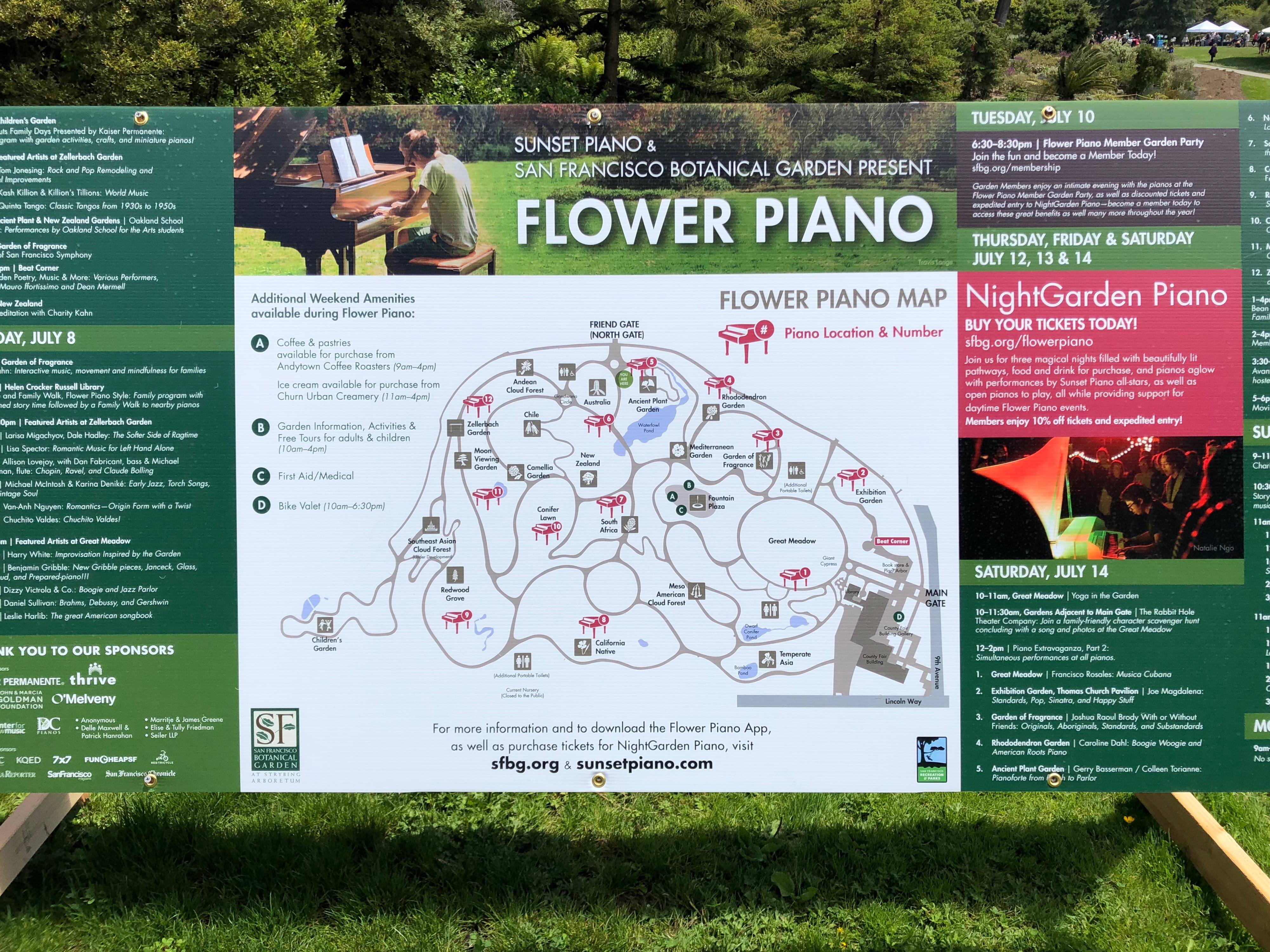
Karte mit den Standorten der Klaviere im Jahr 2018
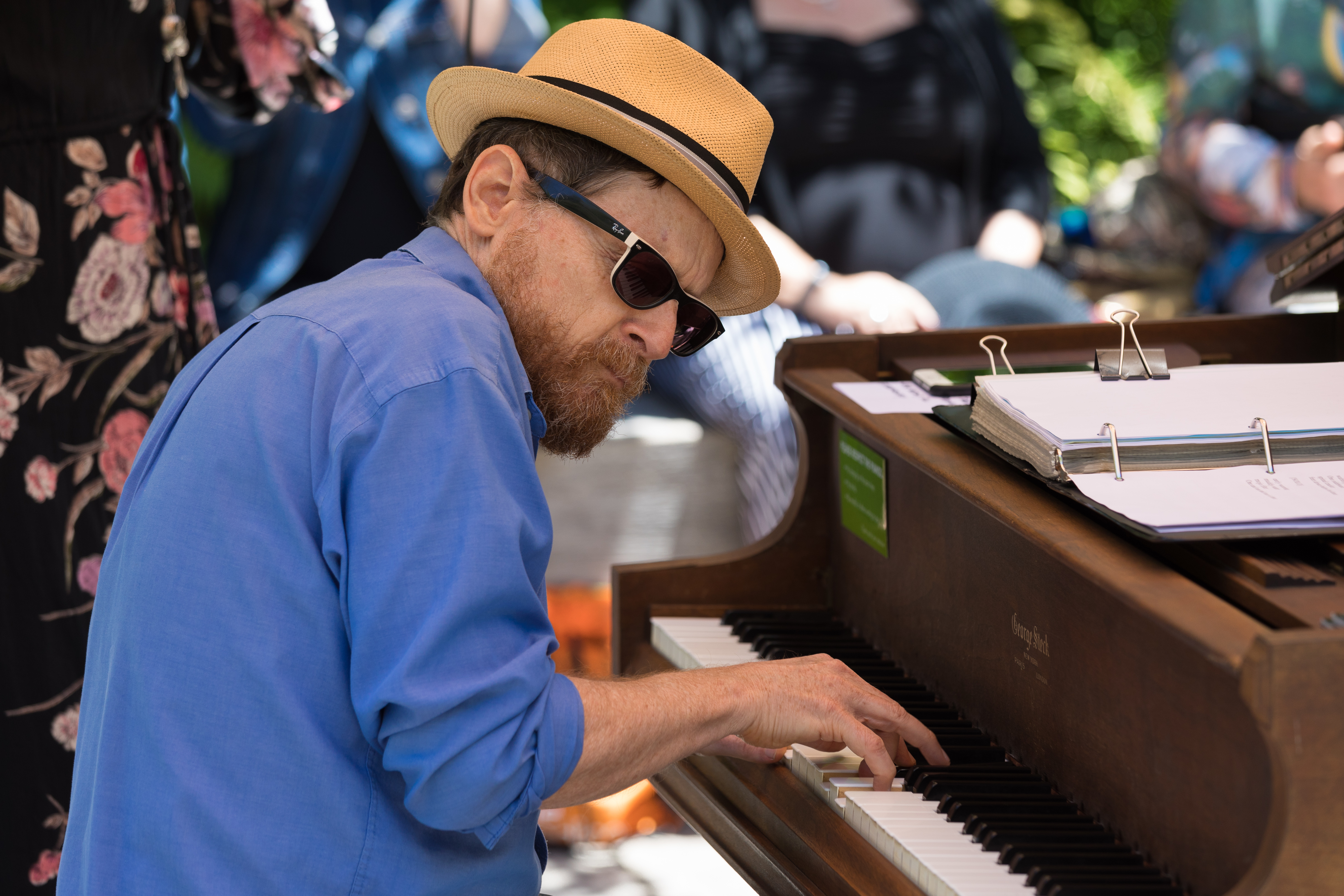
Der Pianist Michael McIntosh während einer Aufführung im Juli 2018